# Arthur's Theme (Best That You Can Do)
"Arthur's Theme (Best That You Can Do)", uitgevoerd door Christopher Cross, is het themanummer van de film Arthur uit 1981, met hoofdrollen voor Dudley Moore en Liza Minnelli.

## Achtergrond
Het nummer werd geschreven door Cross, componist Burt Bacharach en diens vaste schrijfpartner Carole Bayer Sager. Ook Minnelli's ex-man, de Australische songwriter Peter Allen, die ook regelmatig met Bayer Sager schrijft. De zin "When you get caught between the moon and New York City", uit het refrein, komt uit een nummer dat ze al eerder samen schreven.
In 1981 won het nummer de Academy Award voor Beste Originele Nummer en de Golden Globe Award voor beste liedje in een film. Zangeres Bette Midler reikte de prijs uit, en noemde het daarbij "Dat nummer over de maan en New York, ook bekend als 'Four on a Song'", verwijzend naar de vier schrijvers.

## Andere versies
Het nummer wordt ook gebruikt in de musical The Boy From Oz over Peter Allen, waarin Allen en Minnelli het nummer uitvoeren als een duet. In 1985 stond het nummer op Allens live-album Captured Live at the Carnegie Hall.
Andere artiesten die het nummer hebben opgenomen zijn Shirley Bassey, Mel Torme, Ute Lemper en Michael Ball. Bradley Joseph maakte een instrumentale cover van het nummer voor zijn album For The Love Of It uit 2005. In 2008 nam Trijntje Oosterhuis het nummer samen met gitarist Leonardo Amuedo op in de Rode Hoed in Amsterdam. Het kwam zowel uit op cd als op dvd, beide genaamd Ken je mij.